# Cleora mjoebergi
Cleora mjoebergi là một loài bướm đêm trong họ Geometridae.